# Megaselia nubilipennis
Megaselia nubilipennis är en tvåvingeart som beskrevs av Schmitz 1952. Megaselia nubilipennis ingår i släktet Megaselia och familjen puckelflugor.
Artens utbredningsområde är Indiana. Inga underarter finns listade i Catalogue of Life.